# Gouvernement as-Suwaida
as-Suwaida oder Suweida (arabisch السويداء, DMG as-Suwaidāʾ) ist eines der 14 syrischen Gouvernements. Es hat eine Fläche von 5550 km² und liegt im Südwesten des Landes an der Grenze zur Jordanien. Die Hauptstadt ist as-Suwaida.
Die Einwohnerzahl beträgt rund 313.500 Menschen (Stand 2004). Die Einwohner setzen sich hauptsächlich aus Drusen zusammen. Die griechisch-orthodoxen Christen und die sunnitischen Muslime stellen eine Minderheit dar.
Wichtige Städte sind die gleichnamigen Hauptorte der Distrikte und Qanawat, Schaqqa, al-Kafer und al-Quraiya.
Nach dem Sturz des Assad-Regimes wurde im Dezember 2024 mit Muhsina al-Mahithaui eine Angehörige der drusischen Gemeinde zur Gouverneurin der Provinz ernannt.

## Distrikte
Die Distrikte des Gouvernements sind:
- as-Suwaida
- Schahba (mit der Kleinstadt Schahba)
- Salchad